# Mandevilla surinamensis
Mandevilla surinamensis är en oleanderväxtart som först beskrevs av August Adriaan Pulle, och fick sitt nu gällande namn av R. E. Woodson. Mandevilla surinamensis ingår i släktet Mandevilla och familjen oleanderväxter. Inga underarter finns listade i Catalogue of Life.